# HFS+
HFS+ ou HFS Plus é o sistema de arquivos desenvolvido pela Apple, Inc. para substituir o antigo Hierarchical File System (HFS) como sistema de arquivos primário usados em computadores macOS (OS X) e iOS, é um dos formatos, por exemplo, do iPod. Ele também é conhecido como Mac OS Expandido ou HFS Expandido, em que seu predecessor, o HFS, também é referido como Mac OS padrão ou HFS padrão. No WWDC 2017, a Apple anunciou o macOS High Sierra, onde o sistema de arquivos padrão do Mac foi mudado para o APFS.

## Ferramentas
O HFS+ oferece ao usuário conseguir formatar a unidade desejada com um registro cronológico. Com ele, toda vez que seu Mac OS X ou outro sistema for reiniciado indevidamente, ao invés de procurar em todos os arquivos e pastas as informações, apenas basta verificar as últimas coisas que ocorreram no disco rígido através desta tabela.
É possível utilizar a tecnologia EFI (Extended Firmware Interface) para suporte para discos do tipo GUID. Funciona também em discos do tipo MBR, porém alguns problemas podem ocorrer caso você tenha através do Boot Camp uma instalação do Windows em outra partição, e instalar o Mac OS X pela primeira vez, ou em um disco sem partição HFS+.
Ao utilizar com um disco do tipo GUID, o Mac OS X formata uma partição invisível ao usuário de 200 MB no início do disco no formato FAT-32, para drivers utilizados pela EFI. Porém, a Apple não utiliza esta partição para instalar nenhum tipo de driver, tanto é que no "utilitário de disco", não consta esta partição
O HFS+ supera o seu antecessor HFS em vários quesitos:
- Pode trabalhar com endereços de bloco de arquivos de até 32bits, contra 16bits do sistema anterior;
- Aceita nomes de arquivos com até 255 caracteres, em vez de apenas 31; 
- Tem formato de nome de arquivo Unicode, em vez do já antiquado MacRoman; 
- Possibilidade de lidar com arquivos de até 8EB (exabytes). Um exabyte equivale a um bilhão de gigabytes.